# 小津神社
小津神社（おづじんじゃ）は滋賀県守山市にある神社である。

## 境内
守山駅から北西4.3 km（キロメートル）にある森の中に位置する。琵琶湖上の水運で要所となった杉江の集落の中心にこの神社がある。境内は2万8,000 平方メートルで、老樹が茂る中に本殿が建っている。

## 歴史
この神社は古代豪族の小津氏を祀り、後に主神として宇迦之御魂命が祀られるようになった。社記には567年に起こった洪水により社殿が琵琶湖に流出したとある。この時に湖中に流出した神霊を迎えた際に、氏子らが踊りを奉納したのが後の長刀祭りである。1260年（文応元年）に相模守越後守在判から御洪湯田の神納があり、安曇川御網代の寄進もあった。皇室や武家からの崇敬が厚く、1335年（建武2年）には神聖な境内として足利尊氏が兵馬の進入を禁じた。応仁の乱で戦火に遭い本殿は焼失したが、六角高頼により本殿が再建。また、永正の錯乱によって1505年（永正2年）に再び本殿が焼失したが、延暦寺の僧実観明舜房によって現在残る本殿が18年かけて再建された。
江戸時代には近隣13ヶ村を氏子として持った。

## 祭神
主神を宇迦之御魂命とし、後に素盞鳴命や大市姫命を配祀神として祀るようになった。

## 祭礼
毎年5月5日に長刀踊りが行われる。国の重要無形民俗文化財に指定。神輿を渡御とともに「舁き番」と「踊り番」が輪番制で行う芸能の奉納が行われる。杉江・赤野井・矢島・三宅・山賀・石田の集落が踊り番を務める年は長刀振りやサンヤレ踊りで奉納が行われる。長刀振りで長刀を振りながら行列を先導し、サンヤレ踊りが花笠などの衣装で太鼓・鉦・ササラ・笛などで囃しながら長刀振りに続いて巡行する。大神輿3基・子供神輿2基が約1 km離れた赤野井にある小津若宮神社まで往復する。
このような踊りは風流踊りと呼ばれ、近世初期に京都から滋賀県内各地に広まったとされる。

## 文化財

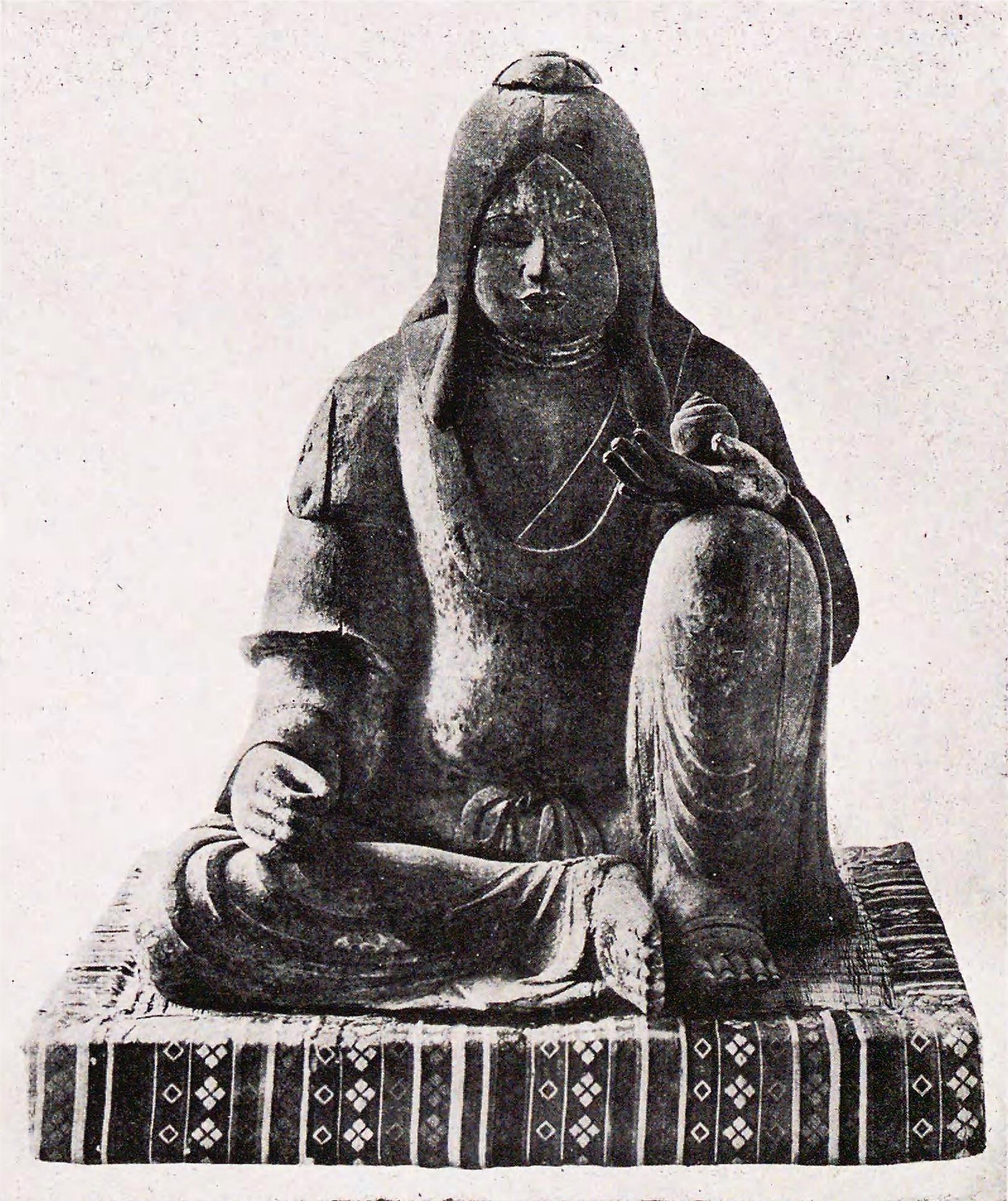
木造宇迦乃御魂命坐像（重要文化財）

### 重要文化財
- 木造宇迦乃御魂命坐像

本殿に安置されている女神像は平安時代中期に作られたものと推定され、重要文化財に指定されている。この女神像は宇迦乃御魂命をかたどった木製の高さ約 50 cm（センチメートル）の彩色像で、垂髪の頭上に蓮冠を飾り、立てた左膝の上に宝珠を持った左手を置いた像である。松尾大社や薬師寺の神像とともに三神像の1つである。

### 重要無形民俗文化財
- 近江のケンケト祭り長刀振り